# Custe o Que Custar
Custe o Que Custar, auch bekannt unter ihrer Abkürzung CQC, ist eine brasilianische Nachrichtensatire, die seit 2008 von Cuatro Cabezas für den Sender Rede Bandeirantes produziert wird. Die Erstausstrahlung erfolgte am 17. März 2008 in Brasilien. Moderiert wird die Sendung von Marcelo Tas, Marco Luque und Rafinha Bastos. Die Berichte werden vom Rafael Cortez, Felipe Andreoli, Oscar Filho, Monica Iozzi, Mauricio Meirelles und João Pedro Carvalho kommentiert.
Das Programm befasst sich mit politischen Ereignissen, Kunst und Sport der Woche mit einem Hauch Humor und Satire.
Die Serie stammt ursprünglich aus Argentinien, wo sie unter dem Titel Caiga Quien Caiga seit 1995 vom Sender Telefe gezeigt wird.